# FUKUOKA15
『FUKUOKA15』（フクオカフィフティーン）は、2020年4月4日からRKB毎日放送（RKBラジオ）で放送されているスポーツ番組である。

## 番組概要
ラグビーワールドカップ2019で注目を集めたラグビー熱をさらに盛り上げるべく、福岡のラグビー情報を伝えたり、ルールや専門用語の解説などを行う番組。

## 放送時間
- 土曜日 21:45 - 22:00（JST。2020年4月4日 - ）

## パーソナリティ
- 築城昌拓
- 茅野正昌(RKBアナウンサー)

## スポンサー
- 天神愛眼
- ナッツRV